# Eusarcus fulvus
Eusarcus fulvus is een hooiwagen uit de familie Gonyleptidae.